# Macronus bornensis
El timalí de Borneo (Macronus bornensis) es una especie de ave paseriforme de la familia Timaliidae propia de algunas islas mayores de la Sonda.

## Descripción
El timalí de Borneo tiene las partes superiores de color castaño, mientras que su garganta es blanca con veteado pardo, y el resto de partes inferiores son amarillentas con el mismo veteado. Su rostro es grisáceo y su píleo rojizo.

## Distribución y hábitat
El timalí de Borneo, a pesar de su nombre, no se encuentra solo en la isla de Borneo. Ocupa la mayor parte de Borneo, salvo sus zonas de alta montaña, pero también se encuentra en el oeste de Java, en las islas de Bangka y Belitung, y además otras pequeñas islas cerca de Borneo. Su hábitat son los bosques húmedos tropicales.

## Comportamiento
El timalí de Borneo busca alimento en pequeñas bandadas trepando por la vegetación baja. Cría en la estación premonzónica, de febrero a julio. Su nido es una bola suelta de hierba y hojas entretejidas.